# Bilariaganj
Bilariaganj (o Bilrayaganj) è una suddivisione dell'India, classificata come nagar panchayat, di 11.891 abitanti, situata nel distretto di Azamgarh, nello stato federato dell'Uttar Pradesh. In base al numero di abitanti la città rientra nella classe IV (da 10.000 a 19.999 persone).

## Geografia fisica
La città è situata a 26° 11' 55 N e 83° 13' 60 E e ha un'altitudine di 65 m s.l.m..

## Società

### Evoluzione demografica
Al censimento del 2001 la popolazione di Bilariaganj assommava a 11.891 persone, delle quali 6.104 maschi e 5.787 femmine. I bambini di età inferiore o uguale ai sei anni assommavano a 1.859, dei quali 976 maschi e 883 femmine. Infine, coloro che erano in grado di saper almeno leggere e scrivere erano 7.984, dei quali 4.441 maschi e 3.543 femmine.